# Козики (Владимирская область)
Козики — деревня в Суздальском районе Владимирской области России, входит в состав Новоалександровского сельского поселения.

## География
Деревня расположена в 16 км на запад от центра поселения села Новоалександрово и в 28 км на северо-запад от Владимира.

## История
В конце XIX — начале XX века деревня входила в состав Петроковской волости Владимирского уезда. В 1859 году в деревне числилось 80 дворов, в 1905 году — 99 дворов.
С 1929 года деревня входила в состав Клементьевского сельсовета Ставровского района, с 1935 по 1945 год — в составе Небыловского района, с 1965 года — в составе Суздальского района.

## Население
| 1859 | 1897 | 1905 | 1926 |
| ---- | ---- | ---- | ---- |
| 532  | 518  | 620  | 583  |

| 1859 | 1897 | 1905 | 1926 | 2002 | 2010 | 2021 |
| ---- | ---- | ---- | ---- | ---- | ---- | ---- |
| 532  | ↘518 | ↗620 | ↘583 | ↘49  | ↘38  | ↘34  |